# بروكس (دي جي)
تيجز ويستبرويك (بالإنجليزية: Thijs Westbroek)‏ نطق هولندي: [tɛi̯s ʋɛstbruk] والمعروف باسمه الفني بروكس، هو دي جي هولندي ومنتج تسجيلات مختص بموسيقى الرقص الإلكترونية من أيندهوفن. يشتهر بتعاونه مع مارتن غاركس في أغاني مثل «بايت» و «لايك أي دو».

## روابط خارجية
- بروكس على موقع ميوزك برينز (الإنجليزية)
- بروكس على موقع ديسكوغز (الإنجليزية)